# (148) Galia
(148) Galia es un asteroide perteneciente al cinturón de asteroides descubierto el 7 de agosto de 1875 por Prosper Mathieu Henry desde el observatorio de París, Francia. Está nombrado por el nombre en latín de Galia en Francia.

## Características orbitales
Galia está situado a una distancia media de 2,772 ua del Sol, pudiendo acercarse hasta 2,261 ua y alejarse hasta 3,283 ua. Tiene una inclinación orbital de 25,31° y una excentricidad de 0,1843. Emplea en completar una órbita alrededor del Sol 1685 días.